# Соколов, Валентин Павлович
Валентин Павлович Соколов — советский хозяйственный, государственный и политический деятель, Герой Социалистического Труда.

## Биография
Родился в 1931 году в селе Старый Починок. Член КПСС.
С 1954 года — на хозяйственной, общественной и политической работе. В 1951—1998 гг. — проходчик, бригадир проходчиков горных выработок шахты № 1 имени Челюскинцев комбината «Донецкуголь» Министерства угольной промышленности Украинской ССР.
Указом Президиума Верховного Совета СССР от 30 марта 1971 года присвоено звание Героя Социалистического Труда с вручением ордена Ленина и золотой медали «Серп и Молот».
Делегат XXIV съезда КПСС.
Почётный гражданин города Донецка.
Умер в Донецке в 1998 году.